# Graphium agamemnon
Pour les articles homonymes, voir Agamemnon (homonymie).
Espèce
Le Voilier vert (Graphium agamemnon) est une espèce de lépidoptères appartenant à la famille des Papilionidae, à la sous-famille des Papilioninae et au genre Graphium.

## Description de l'imago
Le Voilier vert est un papillon noir aux ailes  avec des marques blanches et vertes. Son vol rapide est très harmonieux. Il mesure entre 8 et 10 cm d'envergure.

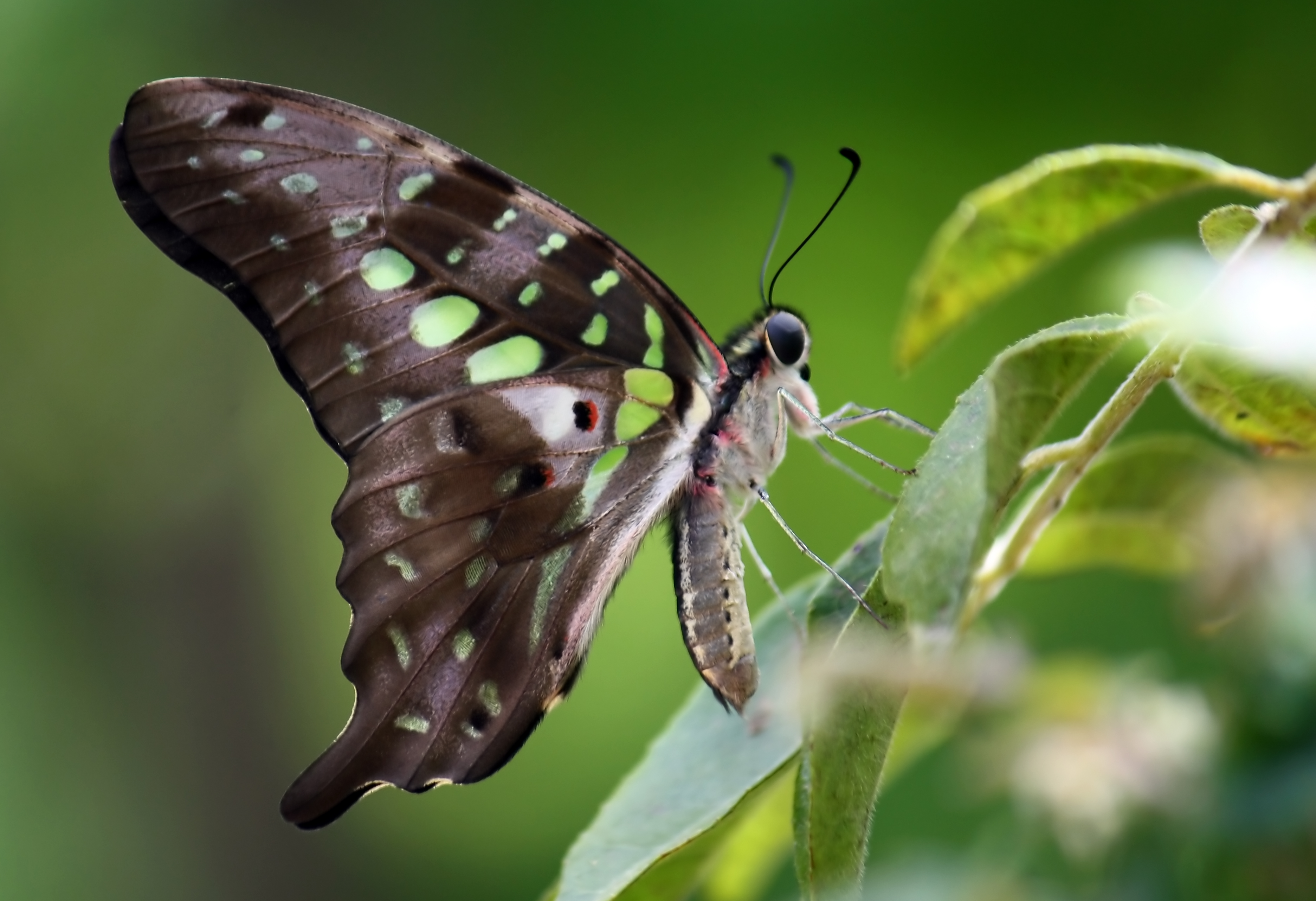

Ce papillon vit environ une semaine et il n'est actif que par temps clair.

## Répartition
Ce lépidoptère, originaire des Philippines est présent notamment en Asie continentale tropicale, dans les îles de la Sonde, en Papouasie-Nouvelle-Guinée et en Australie . 

## Habitat
Graphium agamemnon vit où poussent les plantes nourricières des chenilles, c'est-à-dire dans les zones urbaines de basse altitude, dans les jardins et à l'orée des forêts tropicales humides montagneuses.

## Plantes hôtes
La chenille mange des feuilles Camphrier (Cinnamomum camphora ; Lauraceae), de Faux ashoka (Polyalthia longifolia ; Annonaceae) et de Pommier canelle ou attier (Annona squamosa ; Annonaceae).

## Galerie

Comparaison entre Graphium agamemnon (Voilier vert) et Graphium doson (Geai commun)

Voilier vert
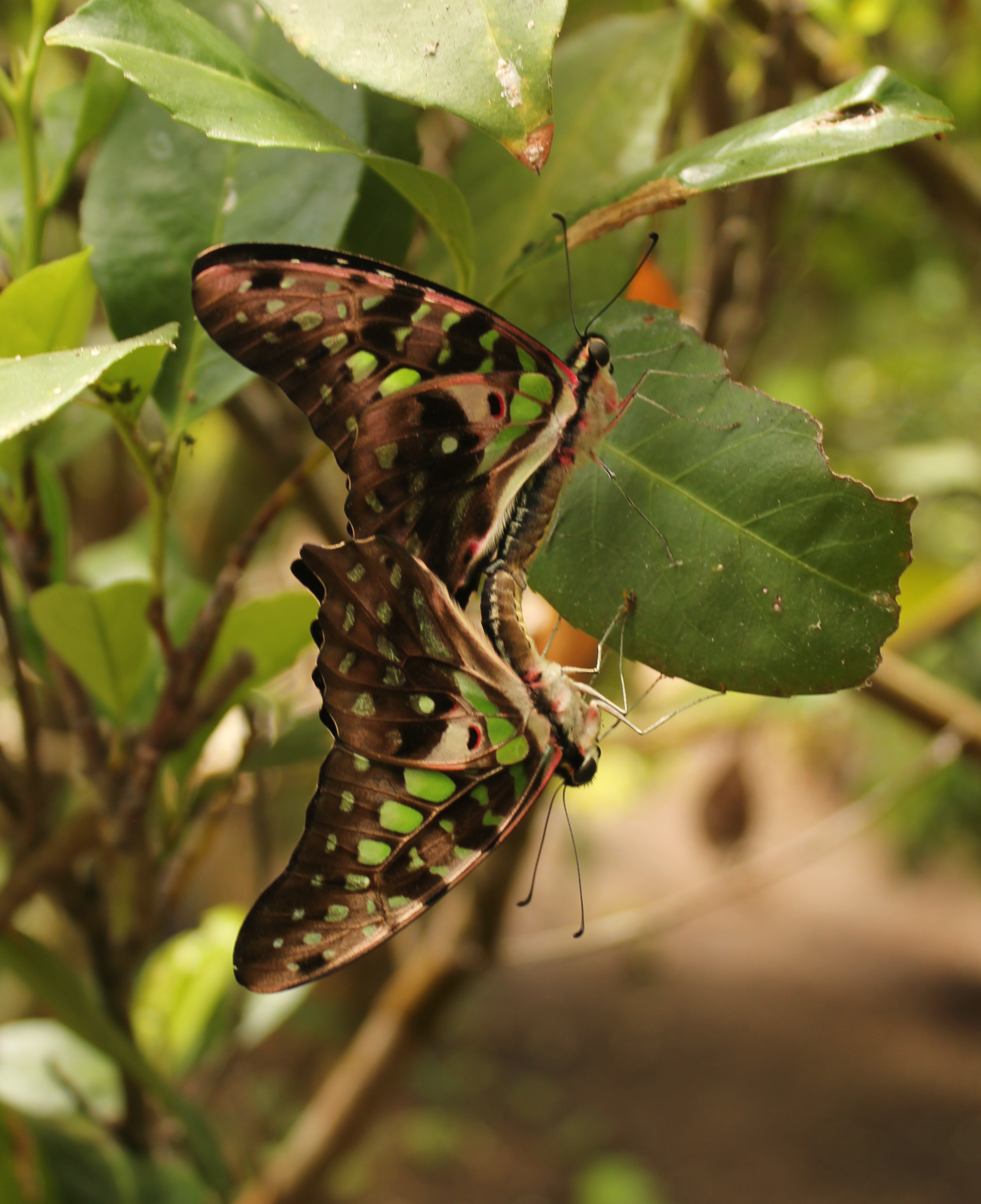
Accouplement
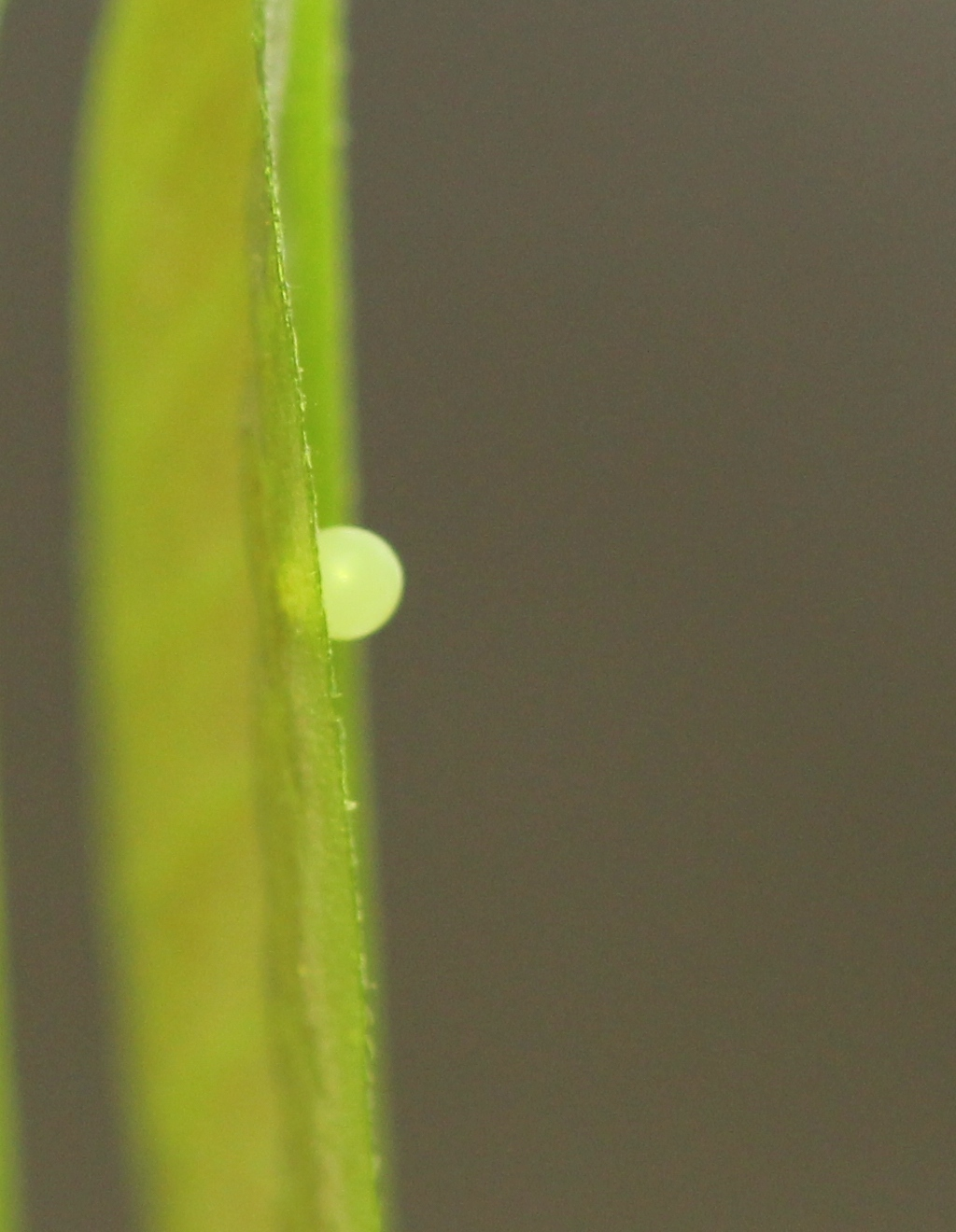
Œuf sur feuille du Faux ashoka
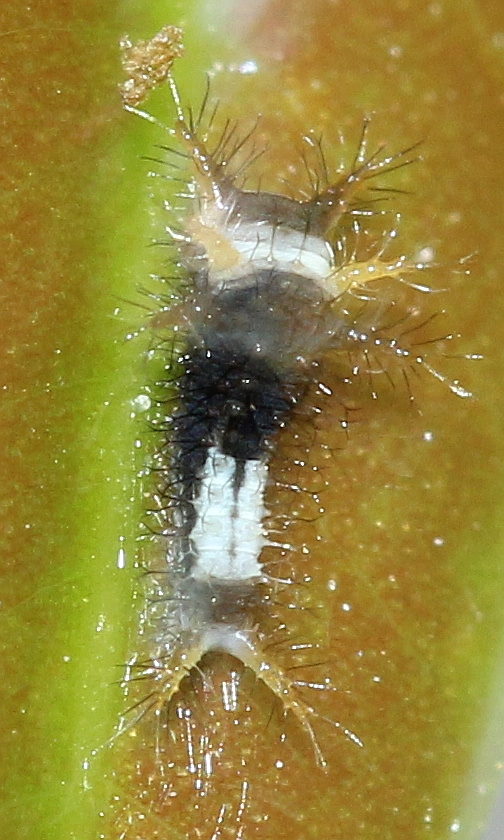
Chenille
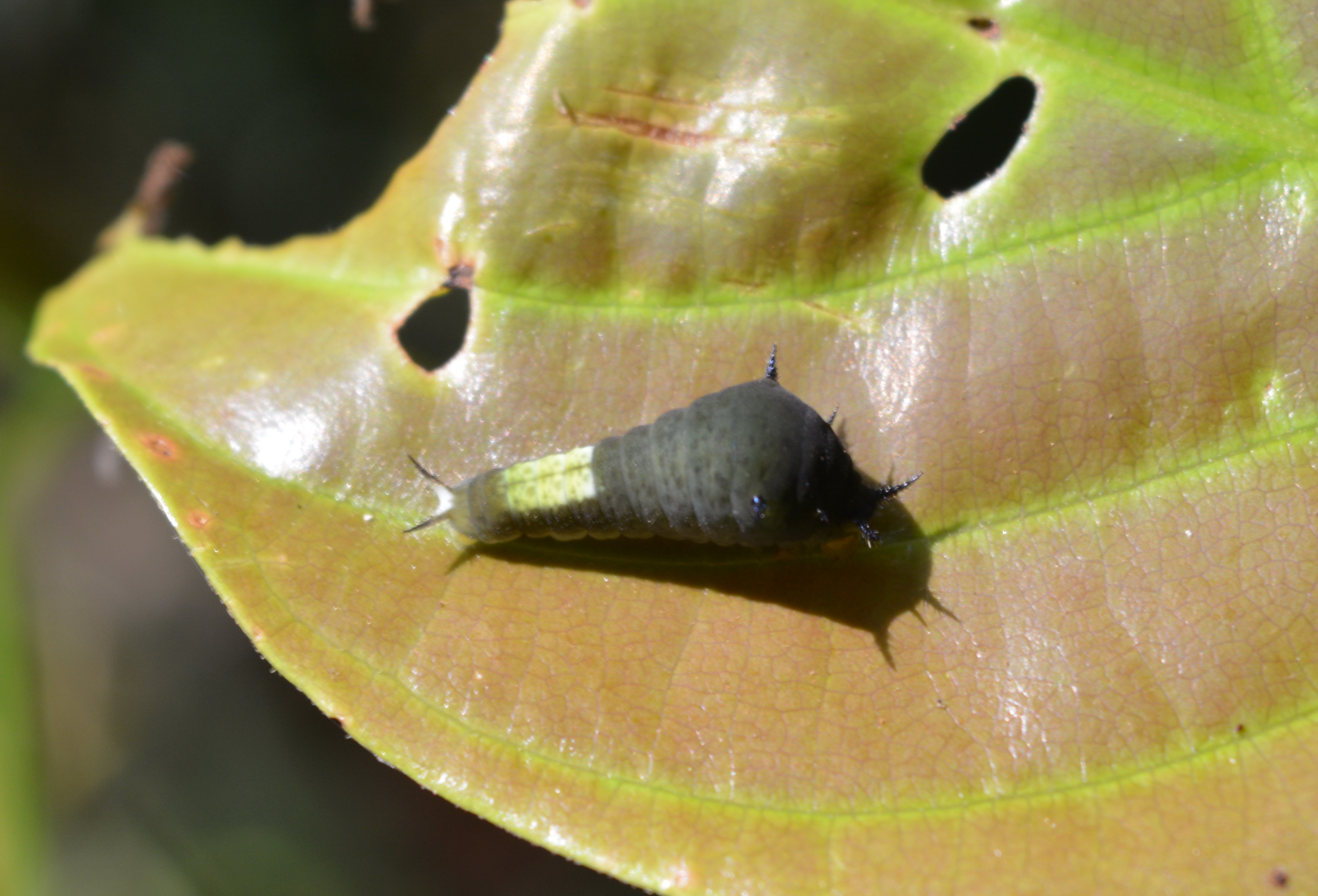
Chenille
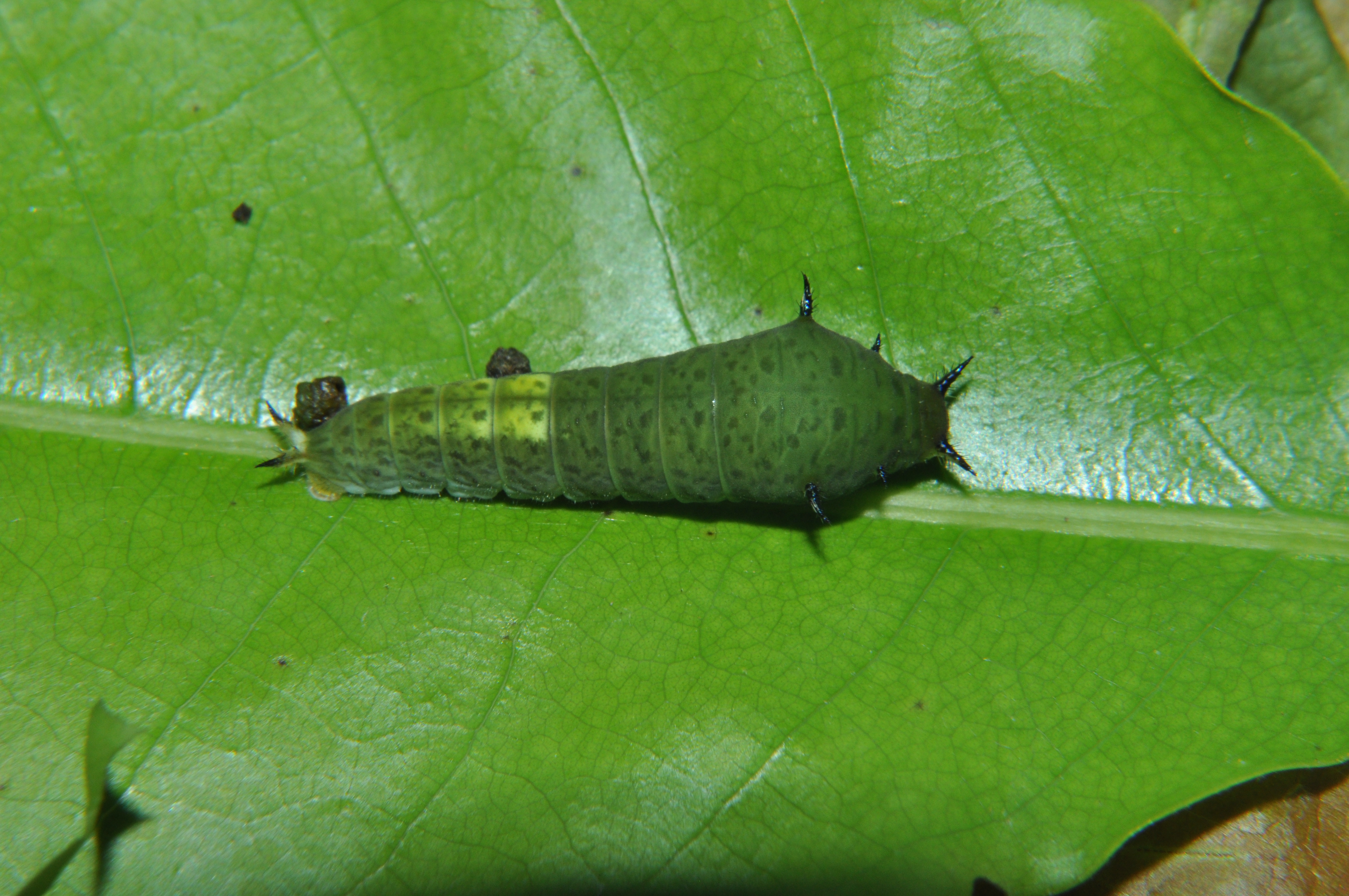
Chenille
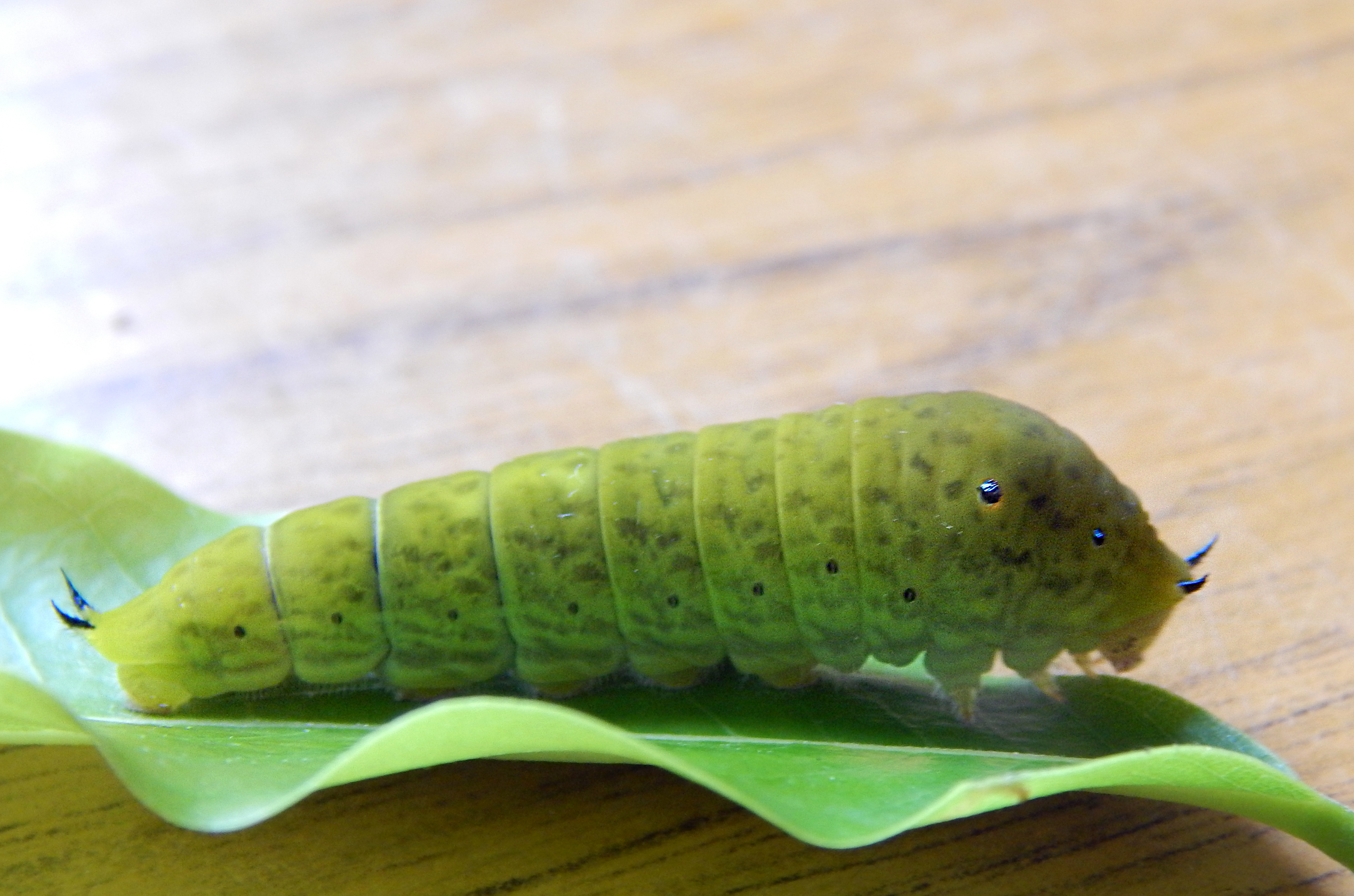
Chenille
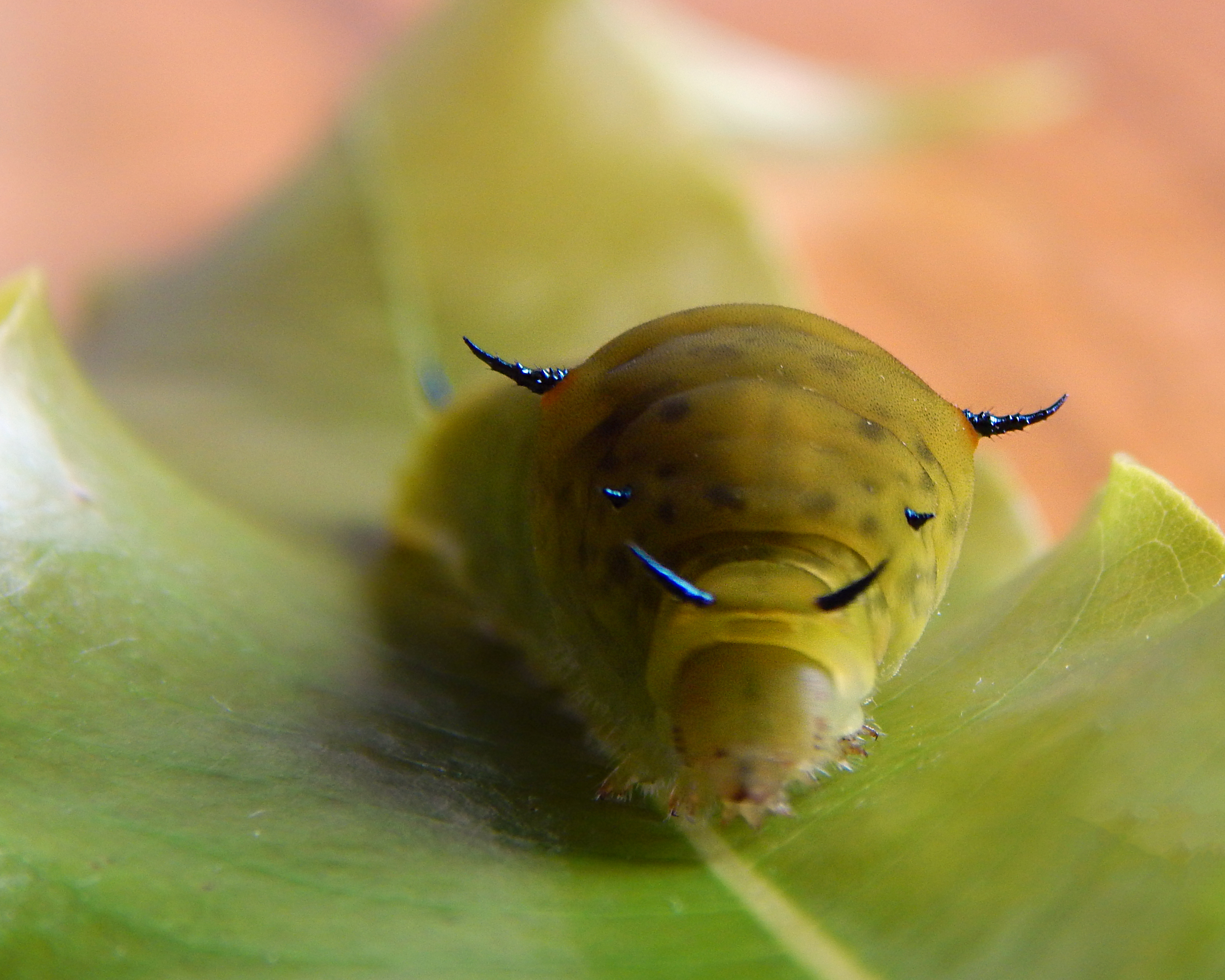
Chenille
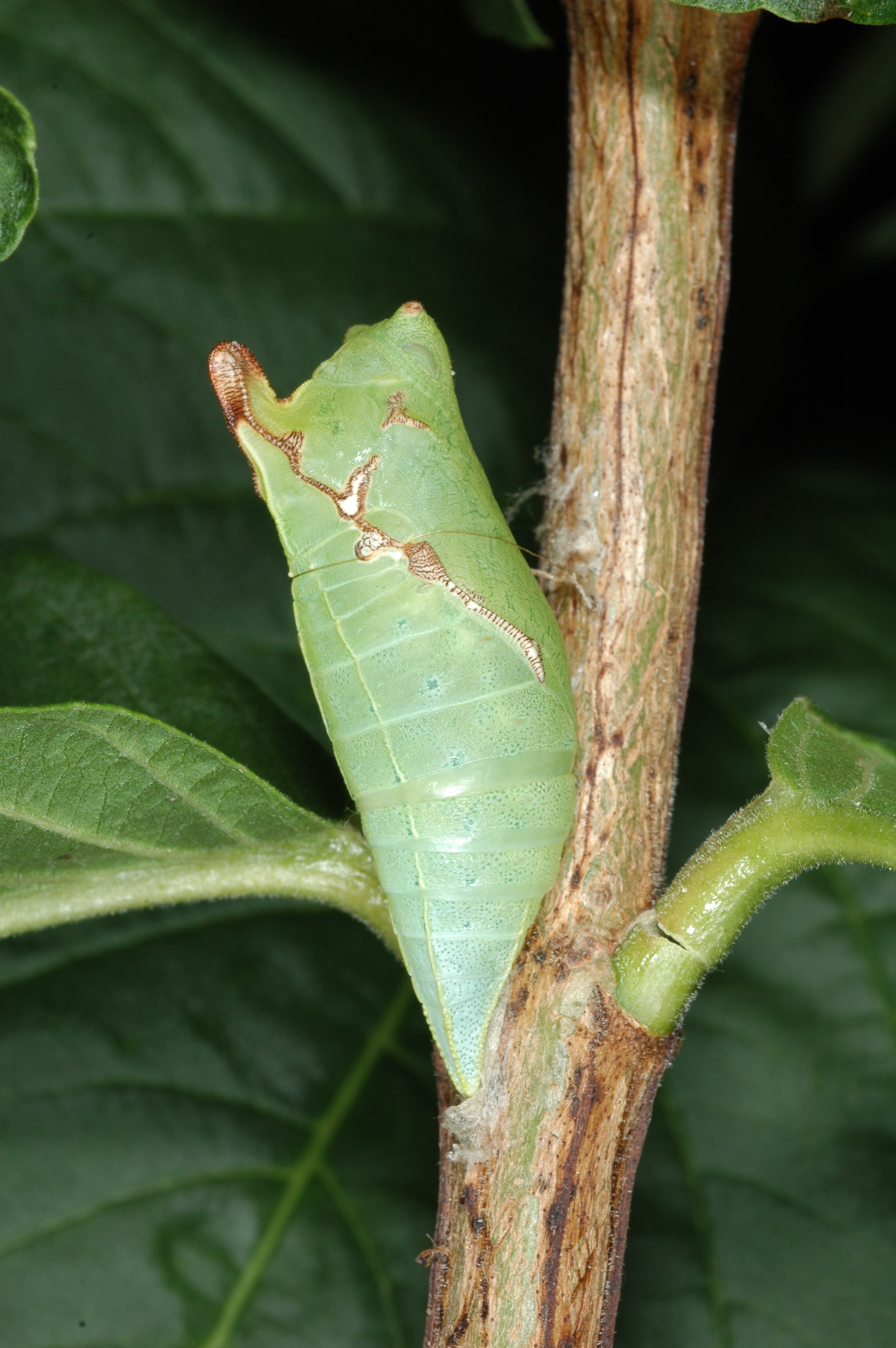
Chrysalide
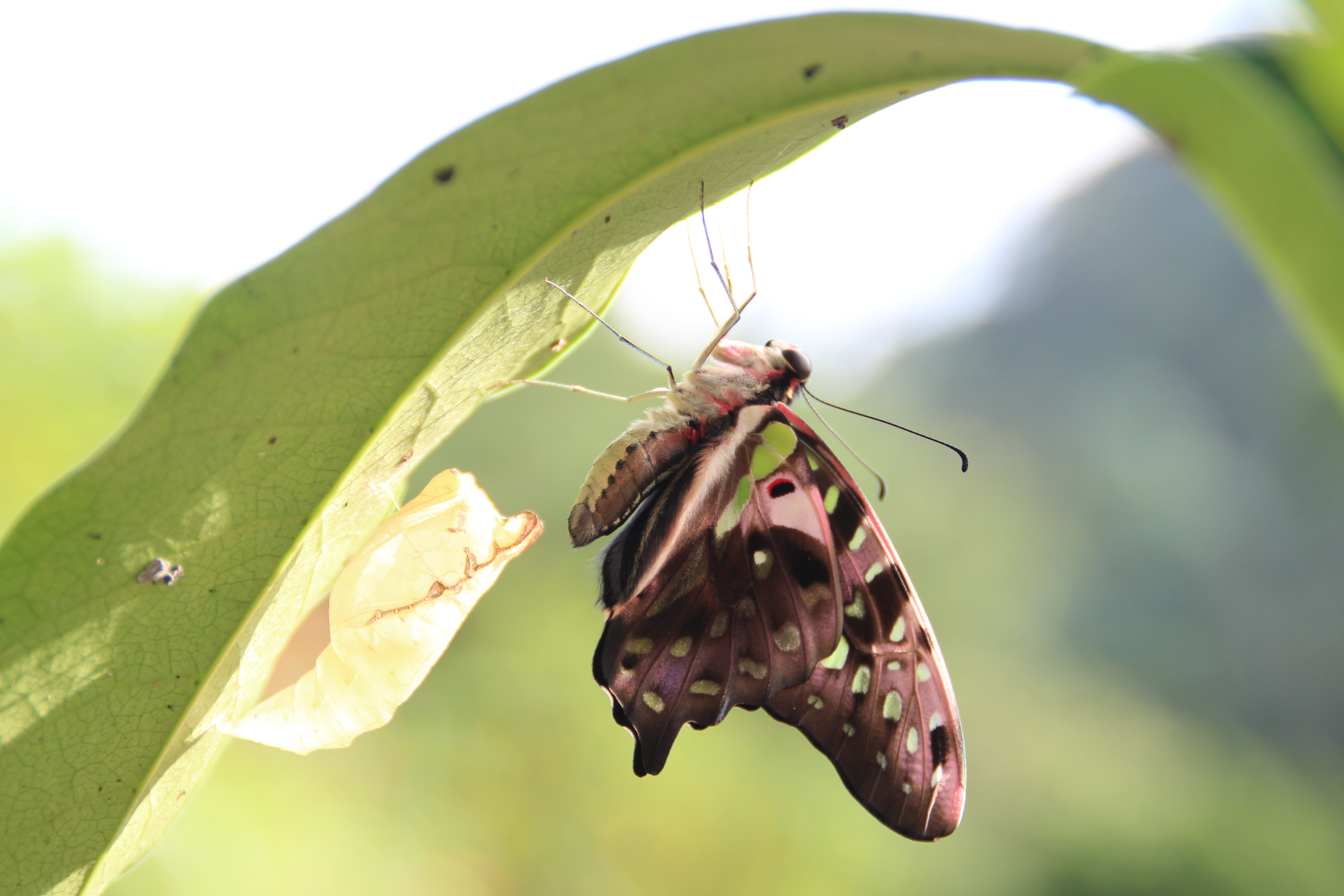
Papillon sortant de sa chrysalide
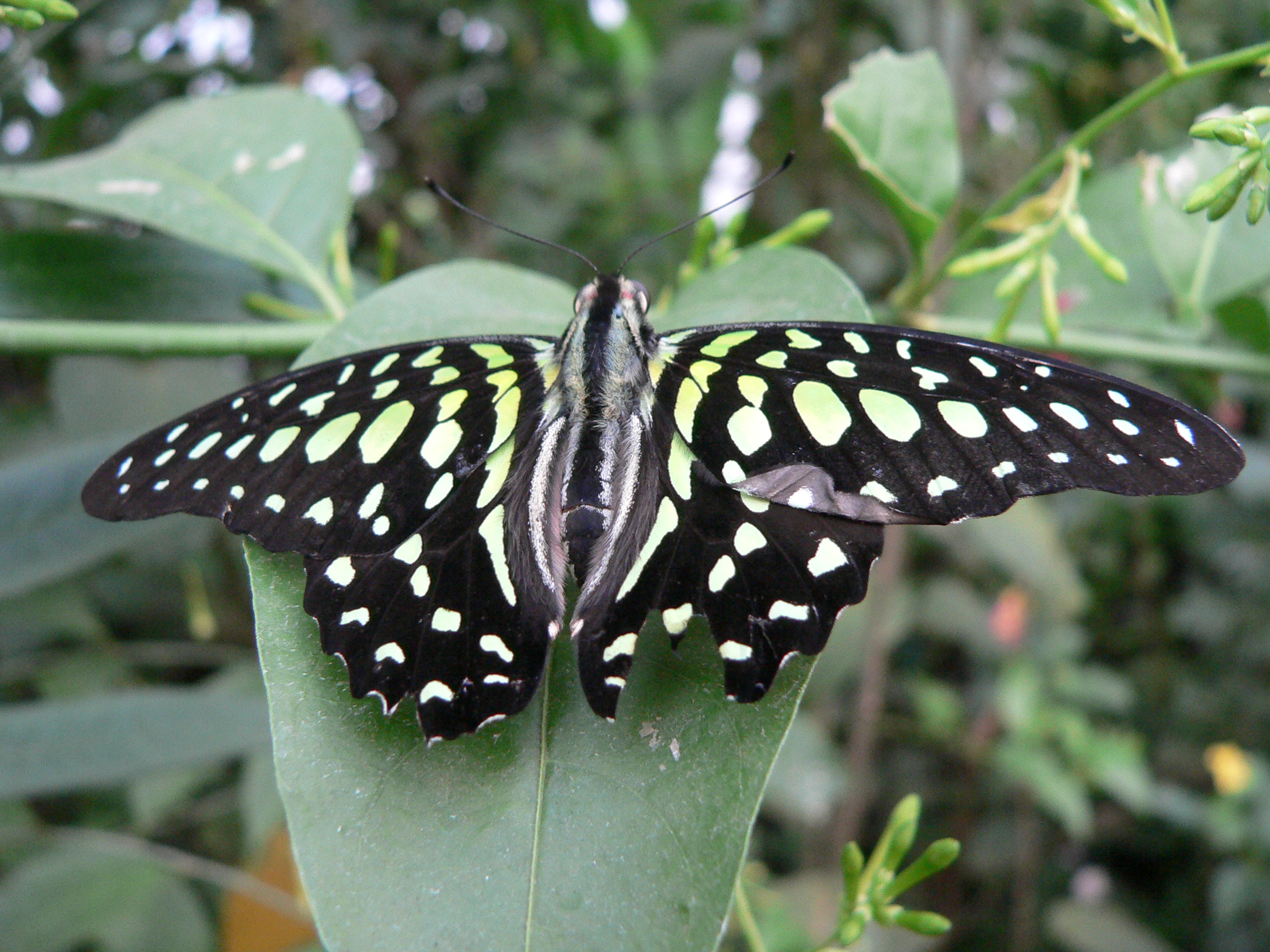
Papillon